# Soto de la Fuente (ganadería)
Soto de la Fuente es el nombre de la ganadería brava que pasta en la finca de El Roque y Cantalobos en el término municipal de Guillena, en la provincia de Sevilla, y que se encuentra inscrita dentro de la Unión de Criadores de Toros de Lidia.
La ganadería, que cuenta reses de origen de encaste Juan Pedro Domecq, distingue a sus animales con divisa celeste y blanca, marcándolos en las orejas con señal de rabisaco en la derecha y horqueta en la izquierda. La antigüedad del hierro se retrotrae al 14 de octubre de 1888, cuando lidió en Madrid la extinta ganadería de José Clemente de Rivera, cuyas reses pastaban en Trigueros, en la provincia de Huelva.

## Historia
Los orígenes de la ganadería se rastrean en las camadas de las que dispuso desde principios del siglo XIX del marqués de Varela, Domingo Varela, quien se había hecho con un lote de reses de casta Cabrera por medio de las compras efectuadas a los herederos de Benito de Ulloa. Adquisiciones que, progresivamente, fue modificando al hacerse también con animales de casta Gallardo.
A la muerte de Varela, su viuda fue la encargada de mantener brevemente la camada de su marido hasta que finalmente la vendió a Juan de Dios Romero quien la traspasó a Ángel González Nandín y éste, por venta, al onubense José Clemente Rivera. El nuevo propietario, que también había adquirido la ganadería de Juan Manuel Montiel, de origen vazqueño, había conseguido acartelarse en la Plaza de toros de Madrid, lidiando por primera vez el 14 de octubre de 1888 tres toros que fueron estoqueados por Francisco Arjona Currito y Leandro Sánchez de León Cacheta, que tomaba la alternativa.
En 1902, la decadencia de la ganadería llevó a Clemente a vender la vacada al tratante de ganado Antonio López Plata quien contaba también con el hierro de Fernando Freire y José Orozco, llevándose las reses desde Huelva hasta el término municipal de Guillena, en la provincia de Sevilla, en las conocidas como fincas de Cantalobos y Los Roques. A la muerte del ganadero, será su viuda, Concepción Soto, la que se haga cargo de la vacada y haciéndolo hasta 1944, cuando asuma la dirección de la misma José María Soto de la Fuente, sobrino de la anterior propietaria. Será éste quien mantenga en su propiedad el hierro, contando con distintos tipos de sangre en su seno, entre ellas de la casa de Guardiola Soto, de origen Gamero-Cívico.
Será en el año 1974 cuando la ganadería sea vendida a una sociedad privada que pasó a anunciar la ganadería bajo en nombre actual de Soto de la Fuente, momento a partir del cual se refrescará la base genética de las reses de la casa con varios lotes de la ganadería de Hermanos Sampedro.

## Características
Los toros de la ganadería de Soto de la Fuente, por su origen basado en la casa de Hermanos Sampedro, dispone de sangre de origen Juan Pedro Domecq. Por tal motivo, se considera que sus reses disponen de unas características zootécnicas propias, tal y como regula el Ministerio del Interior:
- Toros elipométricos y eumétricos, más bien brevilíneos con perfiles rectos o subconvexos, con una línea dorso-lumbar recta o ligeramente ensillada; y la grupa, con frecuencia, angulosa y poco desarrollada y las extremidades cortas, sobre todo las manos, de radios óseos finos.
- Bajos de agujas, finos de piel y de proporciones armónicas, bien encornados, con desarrollo medio, y astifinos, pudiendo presentar encornaduras en gancho. El cuello es largo y descolgado, el morrillo bien desarrollado y la papada tiene un grado de desarrollo discreto.
- Sus pintas son negras, coloradas, castañas, tostadas y, ocasionalmente, jaboneras y ensabanadas, estas últimas por influencia de la casta Vazqueña. Entre los accidentales destaca la presencia del listón, chorreado, jirón, salpicado, burraco, gargantillo, ojo de perdiz, bociblanco y albardado, entre otros.